# Gibsons
Gibsons è una località (town) del Canada, situata in Columbia Britannica, nel distretto regionale di Sunshine Coast.